# Hermann Raphael Rodensteen
Hermann Raphael Rodensteen (* um 1525 in Vollenhove; † 8. Juli 1583 in Weimar) war ein niederländischer Orgelbauer, der in verschiedenen Ländern Europas von Skandinavien bis Österreich tätig war. Ab 1559 ließ er sich dauerhaft in Zwickau nieder.

## Leben
Als Namensvarianten sind Herman Raphael(szoon) Rottenstein-Pock, Rottenstein, Rötenstein, Rotenstein, Rottenpock überliefert. Der Vater Raphael I. Rodensteen († zwischen 26. Okt. 1552 und 4. Sept. 1554) hatte neben Herman Raphael als weitere Söhne der Orgelbauer Gabriel Raphaels(zoon) (* um 1535 in Bolsward; † nach 1607) und Michael Raphaels(zoon) († am 10. April 1593). In Vollenhove, das damals zum Bistum Utrecht gehörte, erwarb Raphael I. im Jahr 1527 das Bürgerrecht als Orgelbauer. Unklar ist, bei wem Rodensteen den Orgelbau erlernte, vermutet wird ein Meister aus Utrecht; er bezeichnet sich später als aus „Vollenhove im Stift Utriche“ stammend. Rodensteen arbeitete anfänglich von Bolsward aus in Westfriesland.
Im Jahr 1550 erhielt Rodensteen einen Auftrag in Dänemark, für einen Orgelneubau im Dom von Roskilde, den er 1555 vollendete. Er wird in dieser Zeit als „ehrlicher und bescheidener Mann“ (erlüg og beskeen Mand) beschrieben. Er baute in Dänemark weitere Instrumente, um im Jahr 1559 nach Zwickau zu ziehen, wo er sich dauerhaft niederließ. Er heiratete in diesem Jahr Clara Hofmann († 1594), die Tochter des Organisten Paul Hofmann. Als Kinder sind Raphael II., Herman II. und Johanna nachgewiesen. Im Jahr 1562 erwarb er das Bürgerrecht in der Stadt. Nach einer Erkrankung im Jahr 1576 ist Rodenstein mit keinen größeren Arbeiten mehr nachweisbar.

## Werk
Rodensteen war ein Orgelbauer von internationalem Ruf, worauf seine Aufträge in vielen Ländern Europas hinweisen, zeitlich parallel zur Tätigkeit der Orgelbauerfamilie Scherer. Neben Johann Lange wirkte Rodensteen ab 1559 fruchtbar im albertinischen Sachsen. Unklar ist, ob er Springladen oder Schleifladen baute. Rodensteen schuf Orgeln im Stil der Renaissance, deren Prospekte reich verziert waren und Flügeltüren aufwiesen. In der Regel waren die Orgeln pedallos. Der Klaviaturumfang begann wahrscheinlich nicht bei C, sondern bei F.
Im Jahr 1554 errichtete Rodensteen in Roskilde eine neue Orgel mit Rückpositiv, dessen Gehäuse sowie drei bis vier Flötenregister erhalten sind. Das Untergehäuse stammt von der Vorgängerorgel aus dem 15. Jahrhundert. Die friesischen Bildschnitzer und Schreiner Per Jensoen aus Leeuwarden und Jan van Boelswart aus Bolsward sowie Gregorius von Lübeck gestalteten den Prospekt und die Emporenbrüstung. 1556 baute er ein Positiv und 1557 eine zweimanualige Orgel für die Kopenhagener Schlosskirche.
In Zwickau arbeitete er an der Orgel in St. Marien und reiste nach Franken und Wien, wo er weitere Orgeln schuf. Möglicherweise stammt auch die Orgel in der Kapelle von Schloss Sonderburg (um 1570) von ihm. Im Jahr 1563 legte er dem sächsischen Kurfürsten den Dispositionsentwurf einer Orgel mit 13 Registern vor, die 78 Registerkombinationen ermöglichen sollte. Dieses Werk kam zur Ausführung und wurde von 1610 bis 1614 durch Gottfried Fritzsche ersetzt. Auch für seine Orgel in Döbeln (1568–1569) lieferte er Registerkombinationen.

## Werkliste
Die römische Zahl bezeichnet die Anzahl der Manuale, ein großes „P“ ein selbstständiges Pedal, ein kleines „p“ ein nur angehängtes Pedal und die arabische Zahl in der vorletzten Spalte die Anzahl der klingenden Register.
| Jahr             | Ort                     | Gebäude                       | Bild | Manuale | Register | Bemerkungen |
| ---------------- | ----------------------- | ----------------------------- | ---- | ------- | -------- | --- |
| um 1550          | Bolsward                | Martinikerk                   |      | II      |          | seit 1991 in der Der Aa-kerk (Groningen); Gehäuse erhalten → Orgeln der Der Aa-kerk (Groningen)                              |
| 1550–1555        | Roskilde                | Dom zu Roskilde               |      | II      | 24       | Neubau unter Einbeziehung des Untergehäuses aus dem 15. Jahrhundert; Gehäuse und drei bis vier Register erhalten             |
| 1556             | Dänemark                |                               |      | I       |          | Neubau eines Positivs |
| 1557             | Kopenhagen              | Christiansborg, Schlosskirche |      | II/P    |          | Neubau |
| 1559             | Chemnitz                | Stadtkirche                   |      |         |          | Neubau |
| 1561, 1569, 1577 | Leipzig                 | Nikolaikirche                 |      |         |          | Erweiterung der Orgel von 1479                                                                                               |
| 1562             | Zwickau                 | St.-Marien-Kirche             |      |         |          | Renovierung der Orgel von Blasius Lehmann (1542?)                                                                            |
| 1562             | Zwickau                 | St. Katharinen                |      | I       |          | Neubau einer kleinen Orgel, die 1668 ersetzt wurde                                                                           |
| 1563             | Waldenburg              |                               |      | I       |          | Neubau |
| 1563             | Dresden                 | Schlosskapelle                |      | I       | 13       | Neubau; 1614 durch Gottfried Fritzsche ersetzt                                                                               |
| 1564             | Nürnberg                | Spitalkirche                  |      |         |          | Renovierung, die die Erneuerung von 300 Pfeifen beinhaltet                                                                   |
| 1564–1565        | Weiden in der Oberpfalz | St. Michael                   |      |         |          | Renovierung |
| 1565             | Kronach                 | St. Johann Baptist            |      |         |          | Neubau |
| 1566–1567        | Wien                    | Stephansdom                   |      |         |          | Neubau einer kleinen Orgel auf dem Orgelfuß → Orgeln des Stephansdoms                                                        |
| 1568             | Wien                    | Bürgerspital                  |      |         |          | Neubau |
| 1568             | Wien                    | Michaelerkirche               |      |         |          | Neubau |
| 1568–1569        | Döbeln                  | Stadtkirche St. Nicolai       |      | I       | 9        | Neubau; 1604 ersetzt |
| 1569–1570        | Oelsnitz/Vogtl.         | Stadtkirche St. Jakobi        |      | I       | 10       | Neubau; 1632 mit der Kirche zerstört                                                                                         |
| um 1570          | Sønderborg              | Schloss Sonderburg            |      | I       | 9        | 1626 um ein zweites Manual erweitert; in Teilen original erhalten, 1996 rekonstruiert → Orgel von Schloss Sonderburg         |
| 1570             | Schweinfurt             | Stadtkirche                   |      |         |          | Neubau |
| 1572             | Augustusburg            | Jagdschloss Augustusburg      |      | I       | 7        | Neubau; nach 1740 ersetzt |
| 1572–1573        | Bayreuth                | Stadtkirche                   |      | I       | 11       | Neubau, nachträglich von Rodensteen ein Krummhorn eingebaut; 1596/1597 Pedal ergänzt von Timotheus Compenius; nicht erhalten |
| 1573             | Nürnberg                | St. Egidien                   |      |         |          | Neubau |
| 1577             | Leipzig                 | Nikolaikirche                 |      | I       | 8        | Neubau eines Positivs, das 1693 abgetragen wird                                                                              |
| 1578 oder 1579   | Freiberg                | Nikolaikirche                 |      | I       | 5 oder 6 | Neubau eines Positivs mit 324 Pfeifen                                                                                        |